# Pauvre Pierrot
Pauvre Pierrot je francouzský animovaný film z roku 1892. Režisérem je Émile Reynaud (1844–1918). Film byl vytvořen již v roce 1891, ale premiéru měl až 28. října 1892.

## Děj
Jednou v noci přijde Arlequin navštívit svou lásku Colombine. Poté co jí pozdraví, zaklepe na její dveře také Pierrot. Arlequin se schová. Pierrot nabídne Colombine květiny a odejde. Colombine začne zpívat, Pierrot se vrátí a doprovází její zpěv hraním na mandolínu. Zezadu se ho však holí několikrát jemně dotkne Arlequin a Pierrot strachem uteče.